# Erin Driscoll
Erin Driscoll es un personaje ficticio de la série norteamericana de acción 24. Está interpretada por Alberta Watson.
Driscoll es la directora de la UAT que despide a Jack Bauer (Kiefer Sutherland) por su adicción a la heroína. A mediados de la temporada se retira de la UAT debido al suicidio de su hija en la clínica de la UAT. A partir de ahí, no ha vuelto a aparecer.
- Datos: Q3056622